# Facundo Waller
Facundo Waller (Colonia del Sacramento, 9 aprile 1997) è un calciatore uruguaiano, centrocampista del Puebla.

## Caratteristiche tecniche
È un centrocampista dotato di buona tecnica e molto duttile, utilizzabile sia come centrale che come esterno; è stato paragonato all'italiano Giacomo Bonaventura.

## Palmarès

### Club

#### Competizioni nazionali
- Campionato uruguaiano: 1

Plaza Colonia: Clausura 2016

### Nazionale

#### Competizioni giovanili
- Campionato sudamericano Under-20: 1

Ecuador 2017